# Marcos Alonso (Fußballspieler, 1990)
Marcos Alonso Mendoza (* 28. Dezember 1990 in Madrid) ist ein spanischer Fußballspieler. Seine bevorzugte Position ist die linke Außenverteidigung.

## Karriere

### Verein
Marcos Alonso stammt aus einer bekannten Fußballerfamilie. Sein Großvater Marquitos (1933–2012) spielte zwischen 1954 und 1962 bei Real Madrid und war dort Teil des berühmten weißen Balletts, das fünf Mal in Folge den Europapokal der Landesmeister gewinnen konnte. Sein Vater Marcos (1959–2023) war ebenfalls ein Fußballprofi, feierte jedoch seine größten Erfolge bei Atlético Madrid sowie dem FC Barcelona, wo er von 1982 bis 1987 im rechten Mittelfeld spielte.
Alonso wurde bereits 1999, im Alter von acht Jahren, in die Jugend von Real Madrid aufgenommen. Am 22. Februar 2009 feierte er in einem Spiel gegen AD Alcorcón sein Debüt in der Zweitmannschaft des Klubs, Real Madrid Castilla, und in der Saison 2009/10 bestritt er am 4. April 2010 gegen Racing Santander, dem ersten Profiverein seines Großvaters und Vaters, sein erstes Match für die A-Mannschaft der Hauptstädter.
Im Sommer 2010 wechselte Alonso in die englische Premier League zu den Bolton Wanderers, wo er einen bis 2013 laufenden Vertrag unterschrieb. Sein erstes Spiel für die Engländer bestritt er am 24. August im League Cup gegen den FC Southampton. In seinen ersten zwei Spielzeiten kam Alonso nur selten zum Einsatz, sein Durchbruch gelang ihm erst nach dem Abstieg der Wanderers in die zweite Spielklasse. In der Saison 2012/13 kämpfte sich Marcos Alonso in die Startformation und brachte es auf 26 Einsätze und vier Tore.
Im Mai 2013 unterschrieb Alonso einen bis 2016 datierten Vertrag beim Serie-A-Klub AC Florenz.
2016 wechselte er nach England zum FC Chelsea. Mit Chelsea gewann er seither die englische Meisterschaft von 2017, den FA Cup 2018 und den UEFA-Pokal von 2019, wenngleich er bei letzterem im Finale gegen Arsenal in Baku nicht zum Einsatz kam.
Anfang September 2022 einigte sich Alonso mit dem Verein am letzten Tag der Transferperiode auf eine Vertragsauflösung. Somit konnte er wenige Stunden später nach dem Ende der Wechselfrist als vereinsloser Spieler beim FC Barcelona einen Vertrag bis zum Ende der Saison 2022/23 unterschreiben. Im Sommer 2024 wurde sein Vertrag nicht verlängert.

### Nationalmannschaft
Marcos Alonso war Teil des spanischen Aufgebots für die U19-Europameisterschaft 2009, bei der sein Team in der Vorrunde ausschied.
Am 27. März 2018 bestritt Alonso sein erstes Länderspiel für Spanien. Beim 6:1-Sieg über Argentinien wurde er in der 79. Minute für Jordi Alba eingewechselt.

## Titel

### Vereine
International
- Champions-League-Sieger: 2021
- Europa-League-Sieger: 2019
- UEFA-Super-Cup-Sieger: 2021
- Klub-Weltmeister: 2021

England
- Meister: 2017
- Pokalsieger: 2018

Spanien
- Meister: 2023
- Superpokalsieger: 2023

### Nationalmannschaft
- UEFA-Nations-League-Sieger: 2023

### Individuell
- PFA Team of the Year: 2017/18

## Sonstiges
Am 2. Mai 2011 verursachte Alonso in Madrid einen Autounfall mit Todesfolge, als er mit seinem Fahrzeug mit überhöhter Geschwindigkeit gegen eine Mauer prallte. Seine 19-jährige Freundin starb, drei weitere Insassen des Autos wurden verletzt. Alonso wurde unter anderem der fahrlässigen Tötung, der fahrlässigen Körperverletzung und des Fahrens unter Alkoholeinfluss angezeigt.